# عضلات المضغ
عضلات المضغ أربع وهي:
1. العضلة الصدغية.[3][4]
2. العضلة الماضغة.
3. العضلة الجناحية الإنسية.
4. العضلة الجناحية الوحشية.

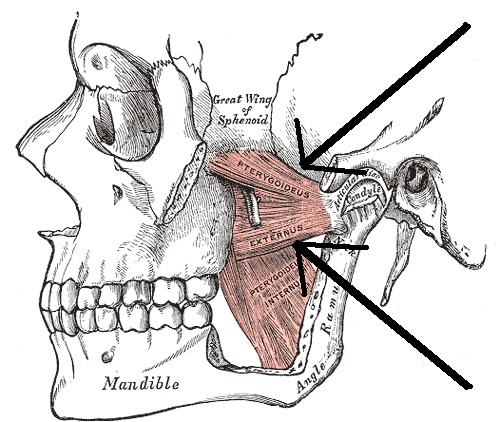
العضلة الجناحية الوحشية و العضلة الجناحية الإنسية

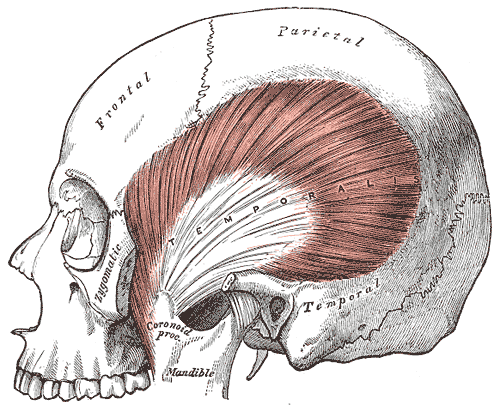
عضلة صدغية

1- العضلة الماضغة: وتحتوي على اثنين من العضلات المتداخلة. رئيس سطحي من العضلة تنبع من الحد السفلي من القوس الوجني (عظمة الخد) من الجمجمة. في حين أن رئيس العميق للعضلة ترتفع من السطح الداخلي للقوس الوجني. كل من رؤساء في نهاية الفرع والجسم من الفك السفلي. الألياف واسعة من هذه العضلات تمتد من موقع الرحى الثانية في الفك السفلي إلى الفرع.العضلات الماضغة سطحية ومتوسطة وعميقة. فهم يحصلون على إمدادات العصبية من العصب الماضغي وصول الدم من الشريان الفكي (فرع محطة من الشريان السباتي الخارجي). العضلات الماضغة هي المسؤولة عن ارتفاع في الفك السفلي (عند المضغ / البلع / الحديث)، الحركة الجانبية للفك (لمضغه بشكل فعال وطحن الطعام)، تراجع في الفك السفلي، ومضغ من جانب واحد. العضلة الماضغة هي أيضا أقوى عضلة في جسم الإنسان.
علم التشريح: عضلات الإنسا
MuscleLocationFunctionMasseter العضلات
2-العضلة الصدغية. عبارة عن عضلة على شكل مروحة واسعة تغطي مساحة زمنية من الجمجمة. هذه العضلة تبدأ من العظم الجداري من الجمجمة وينتهي في الناتئ المنقاري للفك السفلي.
العضلة الصدغية تتلقى إمدادات الدم من الشرايين الأمامية، الخلفية الزمانية وسطحية وتلقي إمدادات العصبية من الأعصاب الزمانية. الوظائف الرئيسية لهذه العضلات وتشمل الارتفاع، وتراجع من المواد الغذائية الفك السفلي وطحن بين الأضراس.
3-العضلة الجناحية الوحشية رئيس أدنى وأعلى الرأس. رئيس أدنى يبدأ من عملية الجناحي ويحصل على إدراجها في الفك السفلي. رئيس متفوقة يبدأ من العظم الوتدي ويحصل على إدراجها في القرص المفصلي.
العضلات الجناحية الوحشية الحصول على إمدادات من العصب الجناحي فرع من العصب مثلث التوائم. العرض شرياني يأتي من فرع من الشريان الجناحية الفك العلوي. وظيفة هذه العضلات هو هدم الفك السفلي، وبرز ذلك في الاتجاه إلى الأمام للمساعدة في فتح الفك.
4- العضلة الجناحية الإنسية. أو العضلة الجناحية الطبية عبارة عن عضلة سميكة بدءا من لوحة الجناحية الوحشية والحدبة الفكية. انها تدرج نفسها في زاوية وسطي من الفك السفلي.
العضلات الجناحية الإنسية الحصول على إمداداتها من الدم من فرع من الشريان الجناحية الفك العلوي. المهام الرئيسية لهذه العضلات ورفع الفك السفلي، وإغلاق الفك ونقله جانبية.
العضلات التبعي من مضغ
MuscleLocationFunctionBuccinator العضلات